# شری

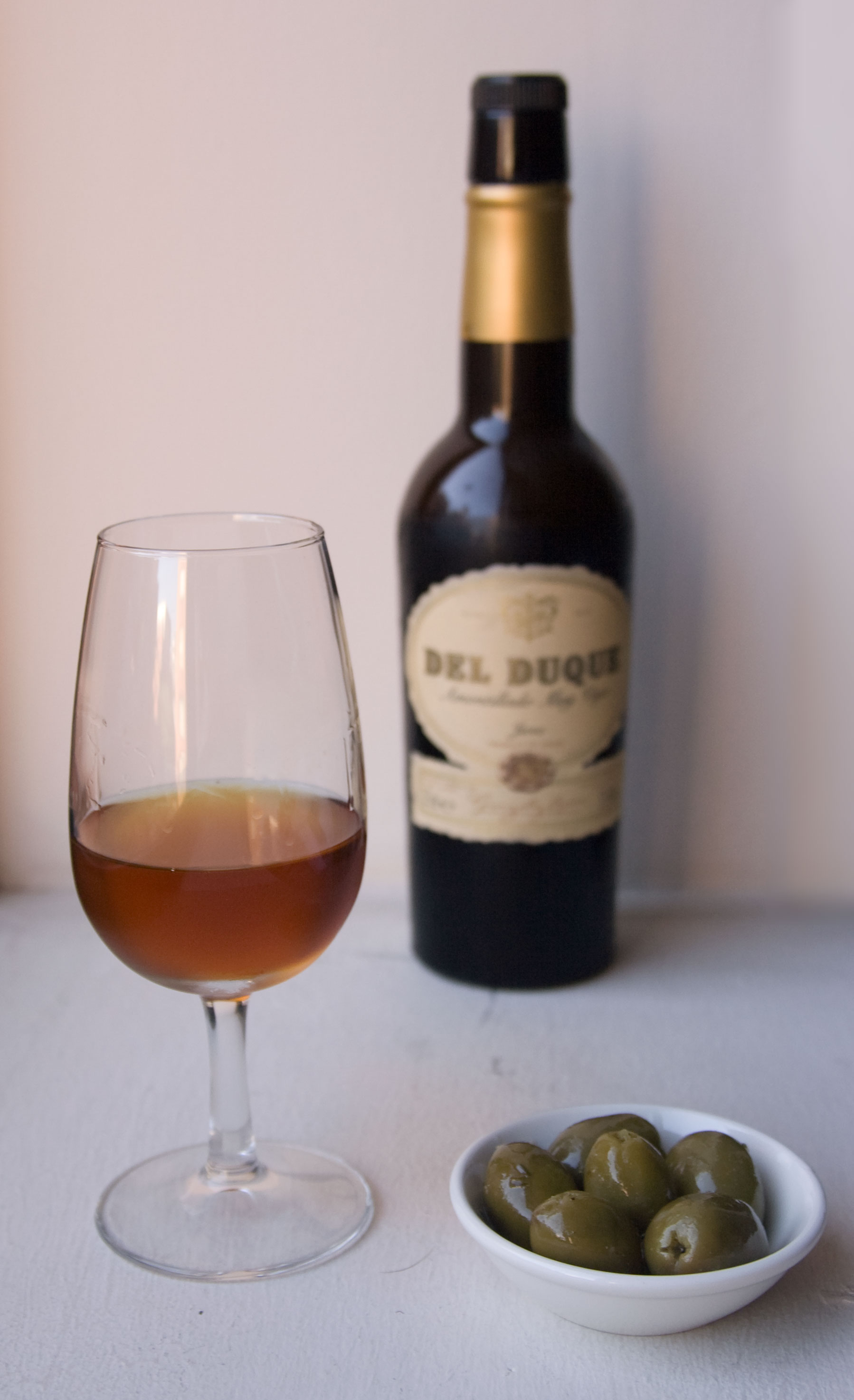
یک لیوان شری آمونتیلادو با زیتون

شِری (به اسپانیایی: jerez‎؛ تلفظ: [xeˈɾeθ]) یک شراب غنی شده از انگور‌‌های سفید است که در نزدیکی شهر خرز د لا فرانترا در اندلس، اسپانیا کشت می‌شود. شری در انواع مختلفی تولید می‌شود که عمدتاً از انگور پالومینو تهیه می‌شوند، از انواع سبک شبیه شراب‌های سفید مانند مانزانیلا و فینو، تا انواع تیره‌تر و سنگین تر که اجازه اکسیده شدن در هنگام کهنه شدن در بشکه را می‌دهند مانند آمونتیلادو و اولروسو را شامل می‌شود. شراب‌های دسر شیرین نیز از انگور Pedro Ximénez یا Moscatel تهیه می‌شوند و گاهی با شری‌های مبتنی بر پالومینو مخلوط می‌شوند.

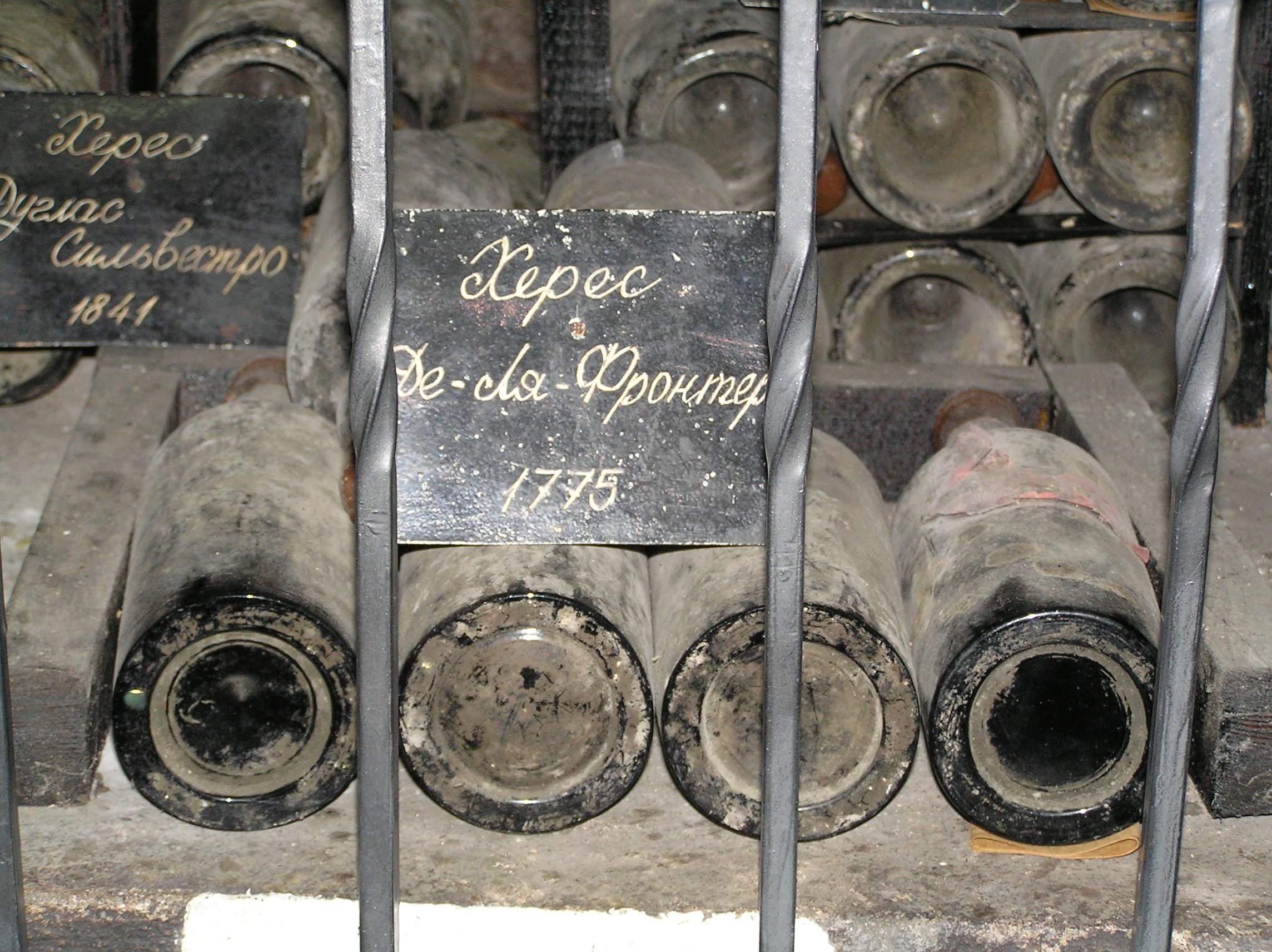
شری ۱۷۷۵ - قدیمی‌ترین شراب در مجموعه شراب سازی Massandra، کریمه

## انواع
- فینو (Fino)به معنی «خوب» به اسپانیایی، خشک‌ترین و کم‌رنگ‌ترین گونه سنتی شری است. این شراب در بشکه‌ها زیر یک درپوش مخمر فلور کهنه می‌شود تا از تماس با هوا جلوگیری شود.
- مانزانیلا (Manzanilla) یک نوع مخصوص سبک فینو شری است که در اطراف بندر Sanlúcar de Barrameda ساخته می‌شود.
- مانزانیلا پاسادا (Manzanilla Pasada) نوعی مانزانیلا است که عمر طولانی‌تری را پشت سر گذاشته یا تا حدی اکسید شده‌است و طعمی غنی‌تر و آجیلی دارد.
- آمونتیلادو (Amontillado) نوعی شری است که ابتدا در زیر فلور کهنه می‌شود و سپس در معرض اکسیژن قرار می‌گیرد و شری تیره‌تر از فینو اما روشن‌تر از اولروسو تولید می‌کند. به‌طور طبیعی خشک، گاهی آنها را با شیرینی ملایم تا متوسط به فروش می‌رسانند (اگرچه ممکن است دیگر به عنوان آمونتیلادو برچسب‌گذاری نشوند).[۲]
- اولروسو (Oloroso) به اسپانیایی به معنی «بوی»، نوعی شری است که به صورت اکسیداتیو برای مدت طولانی‌تری نسبت به فینو یا آمونتیلادو کهنه می‌شود و شراب تیره‌تر و غنی‌تری تولید می‌کند. با سطح الکل بین ۱۸ تا ۲۰ درصد، اولروسو الکلی‌ترین شری‌ها است.[۳] مانند آمونتیلادو، به‌طور طبیعی خشک، آنها اغلب در نسخه‌های شیرین شده به نام شری خامه‌ای نیز فروخته می‌شوند. اولین بار در دهه ۱۸۶۰ با مخلوط کردن شری‌های مختلف، معمولاً از جمله اولروسو و پیتر خیمنز (Pedro Ximénez) ساخته شدند.
- پالو کورتادو (Palo Cortado) گونه‌ای از شری است که در ابتدا مانند یک آمونتیلادو، معمولاً برای سه یا چهار سال کهنه می‌شود، اما پس از آن شخصیتی نزدیک‌تر به یک اولروسو ایجاد می‌کند.
- جرز دولچه (Jerez Dulce) یا شری‌های شیرین یا از تخمیر انگور خشک شده Pedro Ximénez یا Moscatel که شراب قهوه‌ای تیره یا سیاه شدیداً شیرینی تولید می‌کند و از ترکیب شراب‌ها یا انگور شیرین‌تر با انواع خشک‌تر تهیه می‌شود.

طبقه‌بندی بر اساس شیرینی به شرح زیر است:
| نوع شراب غنی شده | درصد الکل ABV | محتوای قند (گرم در لیتر) |
| ---------------- | ------------- | ------------------------ |
| فینو             | ۱۵–۱۷         | ۰–۵                      |
| مانزانیلا        | ۱۵–۱۷         | ۰–۵                      |
| آمونتیلادو       | ۱۶–۱۷         | ۰–۵                      |
| پالو کورتادو     | ۱۷–۲۲         | ۰–۵                      |
| اولروسو          | ۱۷–۲۲         | ۰–۵                      |
| خشک              | ۱۵–۲۲         | ۵–۴۵                     |
| کرم رنگ پریده    | ۱۵٫۵–۲۲       | ۴۵–۱۱۵                   |
| متوسط            | ۱۵–۲۲         | ۵–۱۱۵                    |
| کرم رنگ          | ۱۵٫۵–۲۲       | ۱۱۵–۱۴۰                  |
| دولچه / شیرین    | ۱۵–۲۲         | ۱۶۰+                     |
| موسکاتل          | ۱۵–۲۲         | ۱۶۰+                     |
| پدرو ژیمنز       | ۱۵–۲۲         | ۲۱۲+                     |